# Ethope hislopi
Ethope hislopi är en fjärilsart som beskrevs av Corbet 1948. Ethope hislopi ingår i släktet Ethope och familjen praktfjärilar. Inga underarter finns listade i Catalogue of Life.